# Lacipa
Lacipa är ett släkte av fjärilar. Lacipa ingår i familjen tofsspinnare.

## Dottertaxa tillLacipa, i alfabetisk ordning[1]
- Lacipa argyroleuca
- Lacipa bizonoides
- Lacipa compta
- Lacipa croceigramma
- Lacipa distantii
- Lacipa elgonensis
- Lacipa ephala
- Lacipa exetastes
- Lacipa flavitincta
- Lacipa florida
- Lacipa floridula
- Lacipa gemmata
- Lacipa gemmatula
- Lacipa gracilis
- Lacipa heterosticta
- Lacipa impuncta
- Lacipa innocens
- Lacipa jefferyi
- Lacipa leuca
- Lacipa megalocera
- Lacipa melanosticta
- Lacipa neavei
- Lacipa nivea
- Lacipa nobilis
- Lacipa ochrea
- Lacipa ostra
- Lacipa pactor
- Lacipa picta
- Lacipa privata
- Lacipa pseudolacipa
- Lacipa pubescens
- Lacipa pulverea
- Lacipa quadripunctata
- Lacipa quinquepunctata
- Lacipa rivularis
- Lacipa robusta
- Lacipa sarcistis
- Lacipa sarcistoides
- Lacipa sciera
- Lacipa sexpunctata
- Lacipa subpunctata
- Lacipa suffusa
- Lacipa sundara
- Lacipa tau
- Lacipa unipuncta
- Lacipa xuthoma